# Zamach w Damaturu
Zamach w Damaturu – samobójczy atak terrorystyczny, który miał miejsce 26 lipca 2015 w Damaturu w stanie Yobe w północno-wschodniej Nigerii. W wyniku wybuchu bomby zginęło co najmniej 19 osób, a 47 zostało rannych.

## Zamach
Do wybuchu doszło w tłumie osób oczekujących na kontrolę osobistą w celu wejścia na targowisko. Bomba została zdetonowana przez 10-letnią dziewczynkę. Do zamachu nie przyznało się żadne ugrupowanie, niemniej w ostatnim czasie podobnych działań dopuszczało się Boko Haram.
Dzień wcześniej doszło do zamachu w Maroua, o który również podejrzewa się Boko Haram.